# Rurikō-ji
À ne pas confondre avec le nom Ruriko (en).
Le Ruriko-ji (瑠璃光寺, Rurikō-ji) est un temple bouddhiste de l'école Sōtō, situé dans le quartier Kozan de la ville Yamaguchi, dans la préfecture du même nom. Il est situé dans le parc Kozan, réputé pour l'observation des fleurs de cerisier et la pagode à cinq niveaux, un trésor national du Japon datant de 1442. Il est un témoin important de la culture d'Ōuchi (ja), à l'apogée du Clan Ōuchi, époque durant laquelle Yamaguchi était appelée la capitale de l'Ouest (西の京, Nishinokyō).